# Marek Bałata

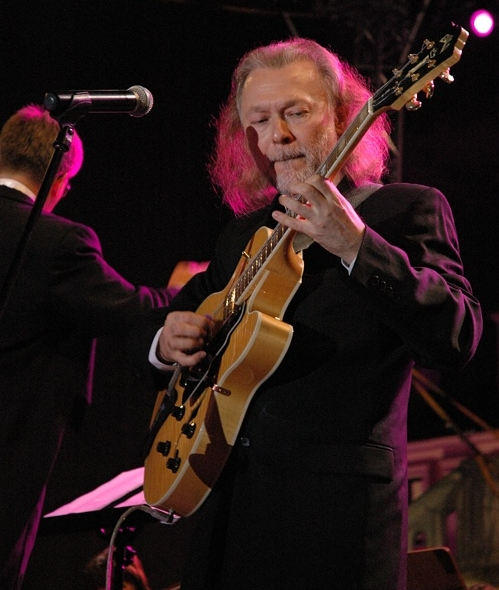
Marek Bałata (2007)

Marek Bałata (* 31. August 1955 in Rzeszów) ist ein polnischer Jazzsänger, Komponist und Grafiker. Er gilt als „ein flexibler und klangorientierter Sänger, der auch theatralische Fähigkeiten aufweist und ... sehr fantasievoll improvisiert.“ Erfahren in den unterschiedlichen Stilistiken des Jazzgesangs von Gospel über Bop- und Funkjazz bis zu den avantgardistischen und zeitgenössischen Improvisationsformen versuchte er, „die nordamerikanischen Jazzwurzeln mit den europäischen und denen seiner polnischen Heimat kreativ zu kombinieren“.

## Leben und Wirken
Bałata studierte in Krakau. Er ist beeinflusst von Fryderyk Chopin und Krzysztof Komeda einerseits, von Wojciech Młynarski und Agnieszka Osiecka andererseits; zunächst trat er als Sänger und Gitarrist auf, bevor er sich auf den Gesang konzentrierte. Nach ersten Erfolgen gründete er ein eigenes Quintett. 1996 tourte er mit dem nur durch einen Bassisten begleiteten Vokalgruppe Cantabile in Jazz, neben ihm die Sängerinnen  Urszula Dudziak, Michele Hendricks bzw. Judy Niemack. Auch trat er mit Tomasz Stańko auf sowie mit Zbigniew Namysłowski und Krzysztof Ścierański, mit denen er auch ein Album mit Vertonungen von Lyrik von Ewa Karpf (Wiersze 1998) aufnahm. Mit Art Lande und Günther Wehinger gründete er Triology, die 1999 an der amerikanischen Westküste auch mit Paul McCandless auftrat. Auch arbeitete er mit Heinrich von Kalnein, mit Sławomir Kulpowicz (Samarpan Songs, 1993), und mit Vladislav Sendecki. Burton Greene holte ihn in seine Gruppe Klez-Edge (gleichnamiges Album auf Tzadik), mit der er auch in den Niederlanden aufgetreten ist. Weiterhin führt er die Misa Criolla von Ariel Ramírez in einer Bearbeitung auf.

## Preise und Auszeichnungen
Auf dem Jazz Juniors Festival in Krakau bekam er 1982 und 1983 den Ehrenpreis. 1988 erhielt er beim internationalen Treffen der Jazzsänger in Zamosc den ersten Preis.
Von 1990 bis 2000 führte er den Leserpoll des polnischen Magazins Jazzforum an.

## Diskographische Hinweise
- Voice Paintings (1994)
- Bałata/Lande/Wehinger Triology (1997)
- Heinrich von Kalnein Songlines (mit Uli Rennert,  Achim Tang, Gregor Hilbe; 2004/2006)